# Claude Rafi
Pour les articles homonymes, voir Rafi (homonymie).
Claude Rafi, né dans les années 1500 et mort en 1553, est un « fleustier », c'est-à-dire un facteur de flûtes, lyonnais.

## Biographie
Claude Rafi suit la vocation de son père Michau Raffin. Il vit dans le quartier lyonnais de Saint-Paul à partir de 1506. Il devient fleustier dans les années 1515. En 1529, il habite rue de l’Angelle. Clément Marot fit faire deux flûtes à Claude Rafi.

### Articles
- (de) Frank P. Bär, « '... FAICT DE LA MAIN DE RAFFY LYONNOIS...': Folgerungen aus einem Sigmaringer Instrumentenfund », Musik in Badden-Württemberg, vol. 2,‎ 1995, p. 75-108
- Adrian Brown et David Lasocki, « Renaissance Recorder Makers », American Recorder, vol. 47, no 1,‎ janvier 2006, p. 19-31 (ISSN 0003-0724)
- (en) Florence Gétreau, « Instrument Making in Lyon and Paris around 1600 », dans Musikalische Aufführungspraxis [...], 2007, p. 179-213